# St. Veit (Solnhofen)

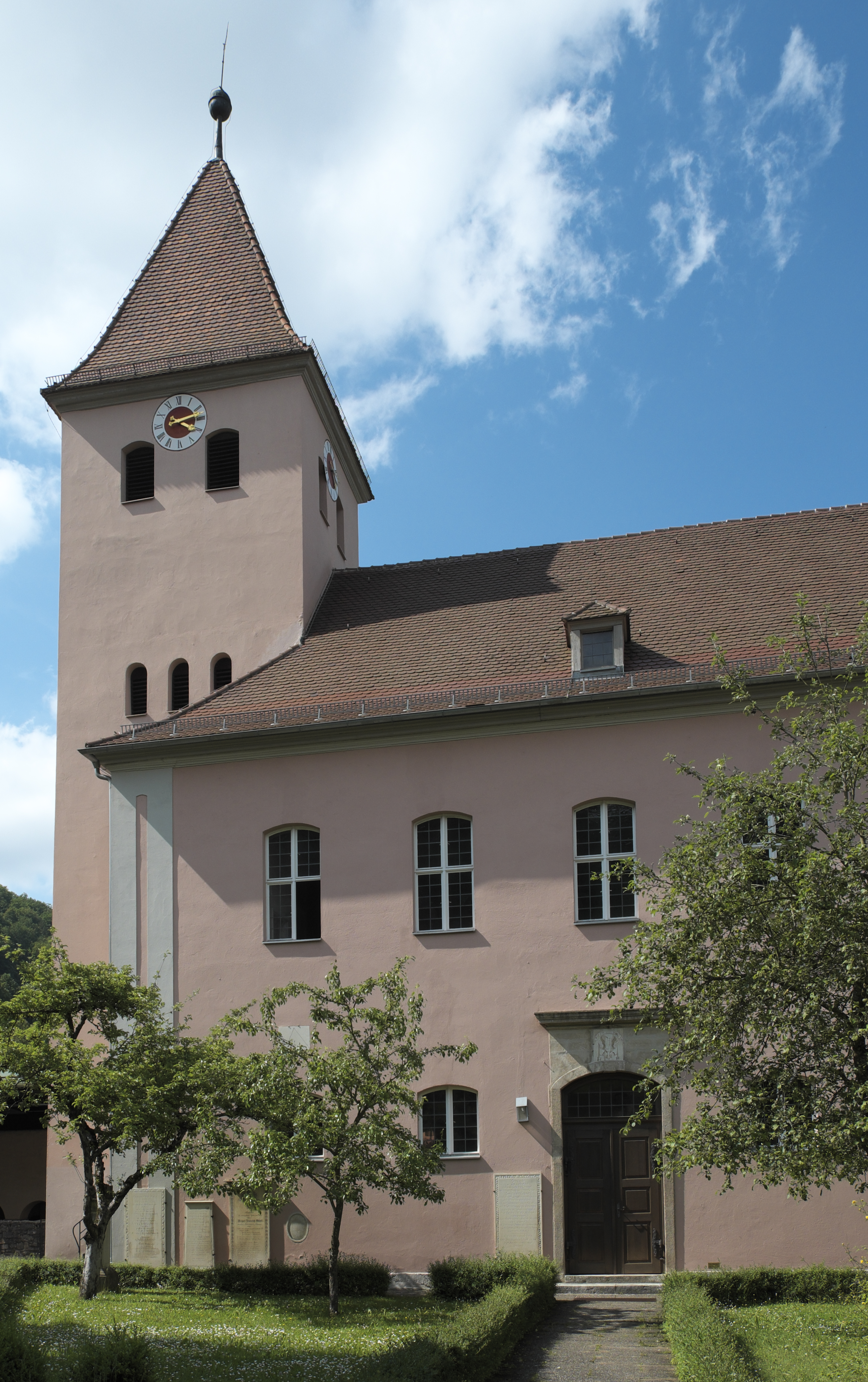
Die St.-Veit-Kirche

St. Veit ist die evangelisch-lutherische Pfarrkirche der Gemeinde Solnhofen im mittelfränkischen Landkreis Weißenburg-Gunzenhausen. In unmittelbarer Nähe befinden sich die Ruinen der Sola-Basilika, welche zum Teil auch von der St.-Veit-Kirche überbaut wurden. Das Gebäude mit der Adresse Senefelderstraße 6 ist unter der Denkmalnummer D-5-77-168-25 als Baudenkmal in die Bayerische Denkmalliste eingetragen.

## Geschichte
An der Stelle der heutigen Kirche St. Veit befanden sich zum Teil bereits zuvor mehrere Kirchen (siehe Sola-Basilika#Vorgängerbauten). Auch wurde bis 1534 in unmittelbarer Nähe ein Kloster betrieben. Darüber hinaus existierte bereits auf pappenheimischen Boden eine „Veitskirch“. Wegen Bodendrucks durch den westlich gelegenen Berghang wurde die Sola-Basilika beschädigt. Aus diesem Grund wurde die Errichtung eines Kirchenneubaus beschlossen.
Während der nördliche Seitenschliff mit der Tumba erhalten blieb, wurde der südliche Teil der Basilika abgerissen. 1784 wurde der Grundstein für den Neubau gelegt. Der Turm der Basilika wurde in den Neubau mit eingebaut und erhöht. Am 19. Juni 1785 wurde die Kirche schließlich eingeweiht. Sie wurde erbaut von dem Maurermeister Paul Arauner unter der Leitung des Bauinspektors Bruckner.

## Bauwerk

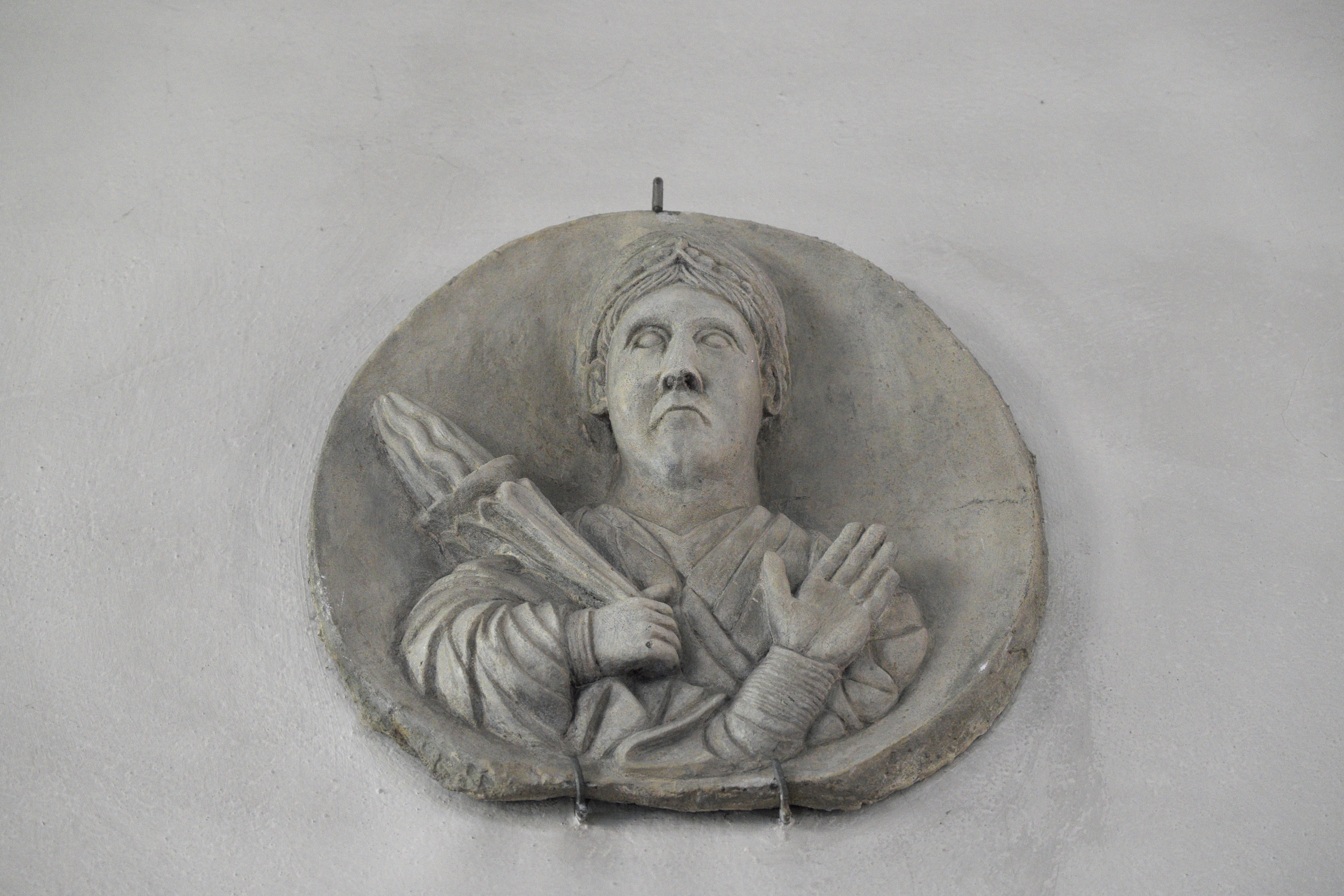
Das Solamedaillon

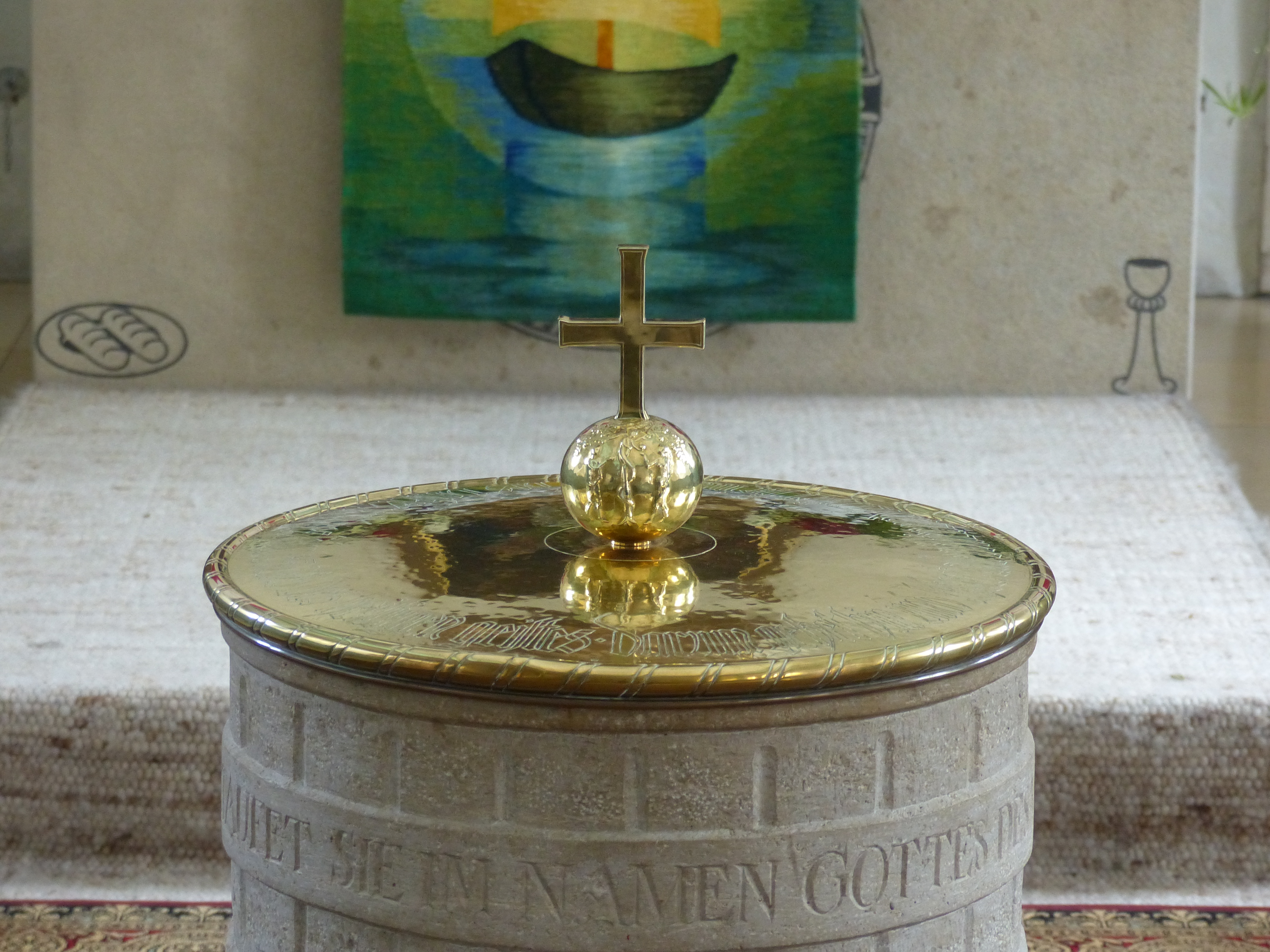
Der Taufstein von St. Veit

Die St. Veit wurde im Markgrafenstil erbaut, weshalb sich die Kanzel und Orgel über dem Altar befinden. Es handelt sich um einen Saalbau mit Satteldach und dreiseitigem Abschluss. Ebenso besteht ein Fassadenturm mit Zeltdach. Im Innenraum wurde eine Nische für die Gefallenen des Deutsch-Französischen Krieges, sowie des Ersten und Zweiten Weltkrieges geschaffen. Darüber hinaus befindet sich an der Innenwand eine Rekonstruktion des um 1065 entstandenen Solamedaillons, welches auch am Pfarramt zu sehen ist. Es stellt den Förder der Vorgängerkirche dar, Kaiser Ludwig den Frommen. Außerhalb der Kirche befindet sich der Kirchhof.